# Cecilia Heikkilä
Cecilia Heikkilä – szwedzka ilustratorka i autorka książek. 
W Polsce nakładem Wydawnictwa Zakamarki ukazały się:
- Jak ratowaliśmy Wigilię, autorstwa Ellen Karlsson w tłumaczeniu Anny Czernow, Poznań 2020, ISBN 978-83-7776-206-6
- Ostatnia dzika ostoja, tekst i ilustracje Cecilia Heikkila, tłumaczenie Agnieszka Stróżyk, Poznań 2023, ISBN 978-83-7776-246-2